# Kazushi Uchida
Kazushi Uchida (japanisch 内田 和志 Uchida Kazushi; * 9. Oktober 1987 in Shizuoka) ist ein ehemaliger japanischer Fußballspieler.

## Karriere
Uchida erlernte das Fußballspielen in der Schulmannschaft der Tokoha Gakuen Tachibana High School und der Universitätsmannschaft der Takushoku-Universität. Seinen ersten Vertrag unterschrieb er 2010 bei Fujieda MYFC. Am Ende der Saison 2011 stieg der Verein in die Japan Football League auf. Am Ende der Saison 2013 stieg der Verein in die J3 League auf. Für den Verein absolvierte er 86 Ligaspiele. Ende 2015 beendete er seine Karriere als Fußballspieler.